# Irène Jacob
Irène Marie Jacob, född 15 juli 1966 i Suresnes nära Paris, är en franskfödd schweizisk skådespelare.

## Filmografi (i urval)
- 1987 – Vi ses igen, barn
- 1991 – Veronikas dubbelliv
- 1993 – Den hemlighetsfulla trädgården
- 1994 – Den röda filmen
- 1995 – Bortom molnen
- 1995 – Othello
- 1997 – Farlig identitet
- 1998 – U.S. Marshals
- 1998 – Det amerikanska köket
- 1999 – Mitt liv hittills
- 1999 – Spioner och passioner
- 2008 – The Dust of Time
- 2009 – The French Kissers
- 2009 – Déchaînées
- 2013 – Le clan des Lanzac (TV-film)
- 2016 – Kärleken och evigheten
- 2016–2017 – The Affair (TV-serie)
- 2020 – Guida romantica a posti perduti
- 2023 – Septième Ciel (TV-serie)
- 2023 – Liaison (TV-serie)